# Résolution 819 du Conseil de sécurité des Nations unies
Membres permanents
- Chine
- États-Unis
- France
- Royaume-Uni
- Russie

Membres non permanents
- Brésil
- Cap-Vert
- Djibouti
- Espagne
- Hongrie
- Japon
- Maroc
- Nouvelle-Zélande
- Pakistan
- Venezuela

Résolution no 818 Résolution no 820
La résolution 819 du Conseil de sécurité des Nations unies a été adoptée à l'unanimité le 16 avril 1993. Après avoir réaffirmé la résolution 713 (1991) et toutes ses résolutions ultérieures (1992), le Conseil de sécurité a exprimé sa préoccupation face aux actions des unités paramilitaires des Serbes de Bosnie dans les villes et villages de l'est de la Bosnie-Herzégovine, notamment des attaques contre des civils et la Force de protection des Nations unies (FORPRONU), ainsi que la perturbation des convois d'aide humanitaire. Si cette résolution marquait la première déclaration par les Nations unies d'une « zone de sécurité » civile, elle ne parvînt pas à empêcher le massacre de Srebrenica.

## Résolution
Agissant en vertu du chapitre VII de la Charte des Nations unies, le Conseil a exigé que toutes les parties et autres acteurs concernés traitent Srebrenica et ses environs comme une zone de sécurité, à l'abri de toute attaque armée ou tout autre acte hostile. Il a en outre ordonné la cessation de toutes les hostilités et le retrait des forces paramilitaires serbes de Bosnie des zones autour de Srebrenica. Ce fut la première fois qu'une « zone de sécurité » civile était déclarée dans le monde. Il a également exigé que la république fédérale de Yougoslavie (Serbie et Monténégro) cesse de fournir des armes, du matériel militaire et autres services aux unités paramilitaires serbes de Bosnie en Bosnie-Herzégovine.
La résolution demandait ensuite au secrétaire général Boutros Boutros-Ghali d'augmenter la présence de la force de protection des Nations unies à Srebrenica et dans les environs, requérant la pleine coopération des parties et autres personnes concernées et un rapport de Boutros-Ghali à remettre au Conseil. 147 soldats de la paix ont ensuite été déployés pour rassurer le général serbe de Bosnie Ratko Mladic sur le fait que la ville ne serait pas utilisée comme base pour attaquer ses forces. La résolution a également réaffirmé que l'acquisition de territoires par le recours à la force, ou la menace d'un tel recours, notamment au moyen d'un nettoyage ethnique, est illicite et inacceptable au regard du droit international humanitaire. Le Conseil a condamné la « campagne odieuse de nettoyage ethnique » menée par les paramilitaires serbes de Bosnie et leurs actions visant à contraindre l'évacuation de la population civile de Srebrenica.
Concernant l'aide humanitaire, le conseil a exigé que cette dernière soit acheminée sans entrave dans toutes les régions de Bosnie-Herzégovine, et en particulier à la population civile de Srebrenica, toute interruption de l'acheminement constituant une violation du droit international humanitaire. Il a ensuite exhorté le secrétaire général et le Haut Commissariat des Nations unies pour les réfugiés à renforcer les opérations humanitaires en cours dans la région.
Enfin, la résolution 819 exigeait que toutes les parties garantissent la sécurité et la liberté de mouvement de la force de protection, du personnel des Nations unies et de celui d'autres organisations internationales, permettant le transfert en toute sécurité des civils blessés de Srebrenica et de ses environs. Elle annonçait la décision du Conseil d'envoyer une mission de ses membres pour évaluer la situation en Bosnie-Herzégovine et lui en faire rapport. La « zone de sécurité » fut ensuite étendue à d'autres villes, notamment Tuzla, Žepa, Bihać, Goražde et Sarajevo dans la résolution 824.

## Inefficacité
Malgré sa formulation préventive, la résolution 819 n'a pas réussi à empêcher le massacre de Srebrenica en juillet 1995, lorsque la Force de protection des Nations unies a été faite prisonnière et que les réfugiés de l'enclave sont tombés entre les mains des forces du général serbe de Bosnie Ratko Mladić. Ce dernier fut inculpé par la suite par le Tribunal pénal international pour l'ex-Yougoslavie pour crimes de guerre et crime de génocide.
Dans sa chronologie des événements Srebrenica, Sous le drapeau de l'ONU, le survivant du génocide Hasan Nuhanović critique les membres de la communauté internationale impliqués sur le terrain ou influençant indirectement ou capables d'influencer les événements pour des manquements à leur responsabilité de protéger la population musulmane de la région de la « zone de sécurité » assiégée, en vertu de la résolution 819.

## Voir également
- Dislocation de la Yougoslavie
- Génocide bosniaque
- Guerre de Bosnie-Herzégovine
- Guerre de Croatie
- Guerres de Yougoslavie